# Loviise Kapper
Loviise Kapper (* 20. Januar 1996 in Kuressaare) ist eine estnische Schauspielerin.

## Leben und Karriere
Kapper wurde am 20. Januar 1996 in 
Kuressaare geboren. Sie schloss 2019 ihr Schauspielstudium an der 
Viljandi-Kulturakademie der Universität Tartu ab. Ihr Debüt gab sie 2020 in dem Film Hüvasti, NSVL. Anschließend war sie 2022 in 
Apteeker Melchior. Viirastus zu sehen. 2023 wurde sie für den Film Kuuluse narrid gecastet. Unter anderem trat Kapper 2024 in Elu ja armastus auf.
Neben Estnisch und Englisch spricht Naudre noch Russisch und Französisch.

## Filmografie
- 2020: Hüvasti, NSVL
- 2022: Apteeker Melchior. Viirastus
- 2023: Kuuluse narrid
- 2024: Elu ja armastus